# Вадул-луй-Воде
Ва́дул-луй-во́де (рум. Vadul lui Vodă, Вадул луй Воде (укр. княжий брід)) — місто в Молдові у складі сектора Чокана муніципії Кишинів.
Вадул-луй-Воде розташований на правому березі Дністра за 23 км від Кишинева. Завдяки мальовничій долині Дністра зона відпочинку у Вадул-луй-Воде є улюбленим місцем дозвілля кишинівців і жителів сусідніх населених пунктів. На березі Дністра розташовані пляжі, будинку відпочинку, санаторії, бари, ресторани, спортивні майданчики.

## Історія
Перше документальне згадування місцевості датується 1432 роком, а первинний документ, у якому говориться про населений пункт Вадул-луй-Воде виданий у 1732 році. Вадул-луй-Воде згадується в переписі населення 1774 року. По відомостях літописців наприкінці XV століття на цьому місці переправлялося військо Штефана чел Марі. Здобувши перемогу над турками на місці переправи через Дністер він заснував поселення, що назвав «Вадул луй Штефан Воде».
У Вадул-луй-Воде у братській могилі поховано людей, тіла яких течія Дністра принесла з Заліщиків. Там 5-го липня 1941 року енкаведисти загнали на міст потяг з товарними вагонами, в які зігнали людей зі зв'язаними дротом руками, а міст з потягом підірвали.
Розвиватися, як курорт, став з 1960-х років. З 1968 року — селище міського типу. У селищі в радянський час були побудовані два заводи ЗБВ. З 2005 року Вадул-луй-Воде одержав статус міста-курорту.

## Сучасний стан
Зараз у місті працює насосна станція асоціації «Апе-канал», що обслуговують близько 60 чоловік. Функціонують початкова школа, ліцей, музична й спортивна школи, Будинок творчості учнів, дитячий сад, поліклініка, лікарня, дві бібліотеки, Будинок Культури, етнографічний музей, музей бойової слави. У місті є два санаторії — кардіологічний «Букурія» і багатопрофільний «Сперанца» — для ветеранів і інвалідів війни й праці. Санаторії працюють цілий рік. У них щорічно відпочивають і лікуються по 5 тисяч чоловік. Крім цього, у зоні відпочинку розташовано близько 100 баз відпочинку, кемпінгів, літніх дитячих таборів. На околицях перебуває Дністровський парк площею 584 га.
Площа міста становить 1450 га, простирається він із заходу на схід по правому березі Дністра. Умовно Вадул-луй-Воде ділиться на дві частини: Вадул-луй-Воде й Нові Вадул-луй-Воде. Житловий фонд міста становить 12 багатоповерхівок, з яких 5 відомчих і 7 на балансі примерії.

## Населення
Населення Вадул-луй-Воде становить близько 4,5 тис. чоловік, але в літній період воно збільшується до 15 тисяч. З них близько 1000 — пенсіонери. У 2001 році народилася 31 дитина, у 2003-м — 39 дітей, у 2004—2005-х — вже 52 дитини, а із січня по жовтень 2006 — 47 дітей.
Етнічний склад (перепис 2004 р.)